# Заложник на день
Зало́жник на день (англ. Hostage for a Day) — американский телевизионный фильм 1994 года, ставший первым и единственным режиссёрским проектом актёра Джона Кэнди.

## Сюжет
Главному герою фильма Уоррэну Куи исполняется 41 год. Однако житейские проблемы не обходят его стороной: с ним начинает разговаривать отражение в зеркале, на работе он вновь встречается со своим начальником, который является отцом жены Уоррэна и ненавидит его.
Далее Уоррэн встречается со своей подругой детства. Они вспоминают прошлое. На работе напряжённые отношения Уоррэна с начальником и коллегами достигает пика. Уоррэн решает уволиться с работы, развестись с женой и уехать на Аляску со своей подругой.
В это время жена Элизабет затевает в доме ремонт, за который необходимо заплатить большие деньги, и которых у неё не оказывается. При обыске шкатулки Уоррэна она обнаруживает счёт на 47 тысяч долларов — все накопления Уоррэна. Посоветовавшись с отцом, Элизабет снимает деньги со счёта в тайне от Уоррэна. Тот, придя домой, первым делом сообщает жене, что он уволился и хочет развестись с ней. Жена в свою очередь уведомляет его, что узнала о его счёте, и Уоррэн узнаёт, что она сняла и израсходовала все деньги.
Отчаявшись, он решает инсценировать собственное похищение террористами. Оставшись в доме один, он надевает на себя импровизированный детонатор и запирается в спальной комнате. В качестве выкупа он требует 50 тысяч долларов. Элизабет, поверив в похищение, вызывает полицию. А Уоррэн продолжает изображать двух террористов и себя в роли заложника, хотя, позвонив своей подруге, рассказал всю правду.
Весь день Уоррэн находится в доме один, изредка общаясь сам с собой. Ночью полиция решает поподробнее узнать, что происходит в доме, и вызывает спецназ, но даже при таком раскладе это у полиции получается с небольшим успехом. Возле оцепления появляется подруга Уоррэна, и он создаёт условия, чтобы она попала к нему. Поговорив с ней, Уоррэн отпускает её, и полиция, в конце концов, добивается от неё информации о том, что никаких террористов в доме Уоррэна не существует.
Сразу после этого в дом проникают настоящие террористы, узнавшие об этом случае, и открывают стрельбу, выдавая себя полицейским. Следующим утром они начинают требовать выкуп, и 50 тысяч долларов привозят сразу же. После короткой потасовки у входа в дом чемоданчиком с деньгами завладевает Уоррэн, садится на машину и уезжает. За ним следует погоня террористов, за террористами — полиция. За городом Уоррэн и его друг забирают деньги, способствуют падению машины с обрыва, и Уоррэн скрывается. Прибывшая погоня считает, что Уоррэн находился в упавшей и взорвавшейся машине. А террористов арестовывают.
А в конце фильма показано, как через некоторое время Уоррэн и его подруга встречаются уже на Аляске.

## Актёры и роли
- Джордж Вендт — Уоррэн Куи
- Джон Вернон — Рейган
- Робин Дьюк — Элизабет Куи
- Джон Кэнди — Юрий Петрович
- Пиджей Тороквей — Ронни
- Кэтлин Лэски — Джеки
- Дон Лейк — лейтенант Снид
- Карри Грэм — Хондо
- Джон Хемфилл
- Кристофер Темплтон — Диан Сент-Клер